# Francisco I. Madero (Guadalupe)
Francisco I. Madero también conocido como Guadalupe es una localidad de México localizada en el municipio de Zimapán en el estado de Hidalgo.

## Historia
Mediante el decreto número 336 del 24 de abril de 1935, se cambió oficialmente el nombre de localidad de Guadalupe a Francisco I. Madero.

## Geografía
Se encuentra en la Sierra Gorda, le corresponden las coordenadas geográficas 20° 43’ 45.427” de latitud norte y 99° 18’ 57.332” de longitud oeste, con una altitud de 1904 m s. n. m. En cuanto a fisiografía se encuentra en la provincia del Eje Neovolcánico, dentro de la subprovincia de Llanuras y Sierras de Querétaro e Hidalgo; su terreno es de sierra. En lo que respecta a la hidrografía se encuentra posicionado en la región del Pánuco, dentro de la cuenca del río Moctezuma. Cuenta con un clima semiseco templado.

## Demografía
En 2020 registró una población de 894 personas, lo que corresponde al 2.24 % de la población municipal. De los cuales 421 son hombres y 473 son mujeres.
| Gráfica de evolución demográfica de Francisco I. Madero entre 1900 y 2020 |
|                                                                           |
| Población registrada por los censos y conteos del INEGI.                  |